# نوساویل، کوئینزلند
نوساویل (به انگلیسی: Noosaville) یک حومه شهر در استرالیا است که در کوئینزلند واقع شده‌است.